# Кальтатаи
Кальтатаи (Калтатой, Kaltatoy) — один из четырех родов среднеазиатских тюрок, вошедших в состав узбеков.

## Происхождение
Этнографическими исследованиями Б. X. Кармышевой открыты прямые потомки тюрков в Средней Азии. Среди племенных названий среднеазиатских тюрок, вошедших в состав узбеков, есть группа родов, именуемых местным населением «тюрк», а внутри её кроме карлуков, барласов, кальтатай и муса-базари есть племенная единица с самоназванием «тюрк».
Впервые название кальтатай встречается в надписи на надгробном камне юзбаши Бин Ахмеда Мухаммад-оглы, найденном и исследованном узбекским историком В. Абдуллаевым вблизи села Усмат Галлааральского района Джизакской области. Согласно датировке Б. Валиходжаева, надпись относится к XI—XII векам .
Кальтатаи — это конгломерат из остатков различных тюркских племен Мавераннахра. В некоторых работах кальтатаи также упоминаются в числе племён смешанного монгольского и тюркского происхождения. В кишлаке Майката (на правом берегу Зеравшана выше Пенджикента) среди родовых подразделений кальтатаев Б. Х. Кармышева отметила название аллат, то есть арлат. Этот этноним хорошо известен, он является названием одного из четырех монгольских племен, данных Чингисханом своему сыну Чагатаю. Это племя поселилось в северной части нынешнего Афганистана и впоследствии играло большую роль в этой части государства Тимуридов, а в дальнейшем — и в Бухарском ханстве.
Нередко тюрк-кальтатаев другие племена называли просто тюрк. Поэтому в списке 20-ти узбекских племен, населяющих Зеравшанскую долину, А. Д. Гребенкин упоминает тюрков, не уточняя их принадлежность к кальтатаям.
Логофет в книге «Бухарское ханство под вассалитетом России» (1911) приводит список 102-х узбекских племен, где кальтатаи занимают 56-е место.
В 1920 годах Комиссия по районированию Средней Азии зафиксировала кальтатаев в сельской местности южных областей Узбекской ССР и Таджикской АО в количестве 2 962 человек . Согласно переписи 1970 года, кальтатаев по всем республикам Средней Азии насчитывалось более 80 000. Численность кальтатаев, проживающих на территории Афганистана, остается неизвестной.

## Этимология
К. Наджимов записал в 1951 г. в долине Сурхандарьи объяснение термина кальтатай. Рассказывают, что один человек или все предки из-за бедности во время битвы или козлодранья ездили верхом на жеребятах. К.Наджимов предполагает, что в этом рассказе есть доля правды, так как среди населения «был широко распространен обычай называть представителей других родов по какому-нибудь признаку. Видимо, слово „кальтатай“ является прозвищем, присвоенным одной частью самих тюрков другой части этого племени».
Узбекский диалектолог Х.Джураев записал следующее предание у 90-летнего Неъматилла ота — жителя деревни Усмат Бахмальского района Джизаской области: предки кальтатаев, чтобы удача не покидала их, коротко подстригали хвост своих коней. Остальные узбеки называли таких людей калтатой минувчилар, т.е. ездящие на коне с коротким хвостом. Постепенно это название сократилось до одного слова — калтатой.
В книге «Камус уль-аълам» турецкого ученого Шамсиддина Сами слово кальтатай объясняется как сильный, искусный наездник.
По данным Х.Джураева, в самом говоре кальтатаев данное слово означает жеребенка в возрасте 1-2 лет. Это же слово со сходным значением фиксируется в говоре узбекского рода лакай.

## Родовое деление
Кальтатаи делились на три основных рода: махатзамани-кальтатай, мурза-кальтатай и махаттари-кальтатай. В 1964 г. 75-летний информатор Батыр-баба из кишлака Орта-Корук Сариасийского района Сурхандарьинской области утверждал, что всего кальтатайских родов насчитывалось девять. Смог вспомнить только шесть — из них три уже названных и ещё три новых: тиялик-кальтатай, хайван-кальтатай и варам-кальтатай. В кишлаки Шураб в долине Ханакадарьи в качестве наименования мелкого подразделения кальтатаев Б.Х.Кармышевой записан ещё один этноним — киргиз.
По сравнению с мусабазари и барласами, кальтатаи в начале XX в. меньше сохранили кочевые традиции, поэтому процесс утраты племенного имени шел среди них более интенсивно. По этой причине ныне большое количество кальтатаев именуют себя просто тюрками.

## Антропология
Антропологические данные подтверждают длительность процесса смешения кальтатаев с таджиками. К.Наджимов, исследовавший группу «тюрк» в долине Сурхана, отмечает, что в расовом составе исследованных им тюрков (карлюков, кальтатай и барласов) лежит в основном раса Среднеазиатского междуречья с очень незначительной примесью монголоидных признаков. Такая примесь у тюрков-барласов выражена сильнее, чем у тюрков-карлюков и тюрков-кальтатаев. К похожим выводам приходит Л.В.Ошанин .
Кальтатаи были широко расселены от Ферганы и Ташкента до Афганского Бадахшана. В Фергане их потомки отмечены в Араванском районе близ г. Оша. В Шайхантаурской части г. Ташкента наряду с кварталами Тюрк, Тюрктепа была махалля Кальтатай. В бассейне Зеравшана распространено представление о Ташкенте как о родине тюрков, в том числе и кальтатаев. Среди тюрков района Джизака Х.Данияров записал предания о переселении их предков из Андижана 250—300 лет назад.
Ещё в начале XIX века кальтатаи продолжали активную миграцию и расселялись по отдельным территориям Узбекистана и Таджикистана. Тогда они заняли несколько заброшенных деревень в окрестностях Пенджикента, в частности, Янгикишлак.
Согласно полевым материалам Б.Х.Кармышевой, в начале XX в. кальтатаи были расселены также на северных склонах Туркестанского, Зеравшанского, Нуратинского и Каратепинского хребтов и Магальгузарских гор. Два кальтатайских кишлака находились в верховьях Кашкадарьи (ныне Китабский район). Также кальтатаи были расселены почти исключительно в предгорьях Гиссарского хребта и в Гиссарской долине. Предания, записанные в долине Сурхана, говорят о более раннем, чем 60-е годы прошлого[уточнить]  века, времени переселения кальтатаев из Шахрисабза и Самарканда в Хисар. Это подтверждается также данными А.Д.Гребенкина, который писал, что во время присоединения края к России часть тюрков, кочевавших по Каратепинскому хребту «числе 100 кибиток укочевали к Гисару, в амударьинский бассейн».
Тюрки, зарегистрированные в 1924 г. в верховьях и в долине Ханакадарьи (кишлаки Шураб, Тотака и др.), принадлежали к племени кальтатай. Самым восточным районом их обитания была долина Харангона, левого притока Варзоба. Здесь они говорили по-таджикски и называли себя сугути. В начале 60-х годов, когда Р.Л.Неменова проводила там исследования, они ещё помнили о принадлежности своих предков к тюркам-кальтатаям. Кишлаки кальтатаев были раскинуты между реками Сангардак и Обизаранг в их нижнем течении. Наиболее крупными были Чонташ, Шайтан-кишлак, Джанбахти, Джаркишлак, Карашик, Тельпакчинар и Культепа. Кальтатаи жили также в г. Юрчи, центре одноименного бекства (вместе с барласами, таджиками и др.). Летовкой кальтатаев, куда они откочевывали с семьями, было урочище Дашти-Кальтатай — небольшая равнина, представляющая собой правобережную надпойменную террасу Тупаланга перед выходом его из ущелье. Вдали от перечисленных выше групп кальтатаи жили только в двух пунктах — в кишлаке Кальтатай Сарайкамарского амлякдарства Кургантюбинского бекства и в Шерабадском бекстве в дном из кварталов большого селения Аккурган, населенном узбеками конгратами .
Более полные сведения о расселении кальтатаев было собрано в 70-80-х годах XX века. По данным полевых исследований, кальтатаи были проживали на территории Узбекистана, Таджикистана, Кыргызстана и Афганистана. В Узбекистане они были распространены в следующих территориях:
- Сурхандарьинская область — Денауский (город и окрестные села), Сарыасийский (административный центр, горные села), Термезский районы;
- Кашкадарьинская область — Шахрисабзский, Китабский, Касанский районы;
- Самаркандская область — Ургутский (села Каратепе, Кызылташ, Аманкутан, Чеп, Гос, Кыркарча), Пайарыкский (села Катта турк, Кичик турк, город Челак), Джамбайский, Булунгурский районы;
- Джизакская область — город Джизак, окрестные села, как например Паймарт, Янгикишлак, Курпа, Рават, территории бывших колхозов «Коммунизм», имени Энгельса, Навои, отдельные деревни в Бахмальском, Зааминском, Галлааральском районах;
- Сырдарьинская область — Хавасский, Гулистанский районы;
- Ферганская область — окрестности города Коканд (деревни Катта турк, Кичик турк и другие);
- Андижанская область — Мархаматский, Ходжаабадский, Кургантепинский, Асакинский, Булакбашинский, Джалакудукский районы.
В Таджикистане кальтатаи живут в городах Ходжент, Ура-Тюбе, Шахристан, Гиссар и окрестных селах, а также в Пенджикентском районе Согдийской области (села Суджина,Шингак, Кызылджар, Чинор,Туркиродж, Майката, Ходжаманзил, Амондара, Даштикозы, Янгикишлак и др.).
В Кыргызстане они компактно проживают в отдельных селах (кишлаки в окрестностях Аравана, село Бешкапа вблизи Джелалабада, селах Узгена и др.). Имеется также род кальтатай в составе кыргызского племени чапкынчы в Лейлекском районе Баткенской области. Расселение афганских кальтатаев не изучено.

## Язык
Большинство кальтатаев говорит на узбекском языке. Кальтатаи, живущие на территории Таджикистана, постепенно ассимилируются и переходят на таджикский язык.
Диалект кальтатаев имеет ряд особенностей, приближающих его к диалектной зоне Кашкадарья-Самарканд. Это выражается в полной прогрессивной ассимиляции рд>дд, рт>тт, лд>лл, а также в применении форманта –оп в форме глагола настоящего времени данного момента. Диалект ферганских кальтатаев вобрал некоторые особенности говоров ферганской группы, но в основном сохраняет исконные элементы.
Диалект тюрк-кальтатаев специально изучен узбекским диалектологом Худайберганом 
Джураевым. В 1981 году была опубликована его монография «Ўзбек тили турк-калтатой шевасининг фонетик ва лексик хусусиятлари».